# El verano de Coo
El verano de Coo (河童のクゥと夏休み en V.O., rōmaji: Kappa no Kū to Natsuyasumi) es una película de anime japonesa de 2007 dirigida por Keiichi Hara.

## Argumento
Koichi Uehara (Takahiro Yokozawa), estudiante de cuarto curso de Tokio descubre un fósil que lleva enterrado 200 años. Cuando se lo lleva a casa y lava la pieza, ve asombrado como esta cobra vida y descubre que el fósil es un ser de la mitología Kappa al que decide llamar "Coo" (Kazato Tomizawa) por el gemido que emite tras despertar de su letargo. A pesar de las primeras reticencias de su madre, finalmente deciden adoptarlo con la condición de que nadie sepa de su existencia. Por su parte, Coo quiere regresar a su hábitat natural, el cual dejó de existir hace tres siglos.
Conscientes de que la gran ciudad no es lugar para la criatura, los padres de Koichi (Naoki Tanaka y Naomi Nishida) acceden a que viaje por su cuenta a un paraje natural centrado en los Kappas con la esperanza de encontrar a los de su especie, sin embargo Coo descubre más tarde por un espíritu benévolo que puede ser el último Kappa que queda con vida por lo que apenado le pide a su amigo volver a Tokio donde al llegar de noche, dos periodistas (los cuales fueron informados de un suceso relacionado con un extraño ser que se les apareció a una pareja) asaltan al joven y descubren al animal corriendo la voz entre la opinión pública y los medios de comunicación nacionales perturbando la tranquilidad de la familia Uehara, los cuales deben buscar dos soluciones: cómo librarse de los curiosos, y buscar un nuevo hogar para Coo donde la humanidad no pueda dar con él.

## Reparto
- Kazato Tomizawa es Coo.
- Takahiro Yokokawa es Kouichi Uehara.
- Naoki Tanaka es Yasuo Uehara.
- Naomi Nishida es Yukari Uehara.
- Tamaki Matsumoto es Hitomi Uehara.
- Yoshito Yasuhara es Ossan.
- Michio Hazama es El Samurái.
- Akiko Yajima Es Presentador de TV.
- Keiji Fujiwara es Emcee.
- Yoshito Yasuhara es Ossan (perro Akita).
- Gori es Kijimuna (espíritu del bosque).

## Recepción
La película fue premiada en los festivales de cine de Mainichi de 2008 y de Arte de Japón a la Mejor Película de Animación.
Fue nominada a un premio de la Academia y al Festival de Cine del Asia Pacífico de 2008 y 2007 respectivamente.